# Lakeside (condado de Tarrant, Texas)
Lakeside es un pueblo ubicado en el condado de Tarrant en el estado estadounidense de Texas. En el Censo de 2010 tenía una población de 1.307 habitantes y una densidad poblacional de 325,57 personas por km².

## Geografía
Lakeside se encuentra ubicado en las coordenadas 32°49′20″N 97°29′21″O / 32.82222, -97.48917. Según la Oficina del Censo de los Estados Unidos, Lakeside tiene una superficie total de 4.01 km², de la cual 4.01 km² corresponden a tierra firme y (0.06%) 0 km² es agua.

## Demografía
Según el censo de 2010, había 1.307 personas residiendo en Lakeside. La densidad de población era de 325,57 hab./km². De los 1.307 habitantes, Lakeside estaba compuesto por el 91.43% blancos, el 1.84% eran afroamericanos, el 0.61% eran amerindios, el 0.92% eran asiáticos, el 0.15% eran isleños del Pacífico, el 2.98% eran de otras razas y el 2.07% pertenecían a dos o más razas. Del total de la población el 7.96% eran hispanos o latinos de cualquier raza.